# Nadace Richarda Wagnera Bayreuth
Nadace Richarda Wagnera Bayreuth (Richard-Wagner-Stiftung Bayreuth) je občanskoprávní nadace, jejímž posláním je pěstovat kulturní odkaz Richarda Wagnera a zachovat Festivalové divadlo v Bayreuthu trvale potomstvu. Byla zřízena roku 1973 a je od té doby vlastníkem bayreuthského Festivalového divadla. Vedle toho volí vedoucího Hudebních slavností v Bayreuthu.

## Historie nadace
Hudební slavnosti v Bayreuthu byly od svého počátku soukromým podnikem rodiny německého skladatele Richarda Wagnera, jejich pořádání bylo však vždy ve větší či menší míře závislé na podpoře soukromých přispěvatelů i prostředcích z veřejných zdrojů. O převedení majetku a provozu slavností na nadaci uvažoval Siegfried Wagner již roku 1914 (v souvislosti se snížením příjmů po uplynutí doby autorskoprávní ochrany děl Richarda Wagnera o rok dříve). Znovu se tato myšlenka vynořila po II. světové válce; roku 1949 bylo sice rozhodnuto o pokračování v soukromém podniku, od roku 1953 však existovalo Kuratorium hudebních slavností, které spravovalo veřejné příspěvky a příspěvky Společnost přátel Bayreuthu. Přeměna podniku na nadaci nabyla aktuálnosti koncem 60. a začátkem 70. let. Práva na provozování slavností a k souvisejícímu majetku měla být po smrti Winifred Wagnerové, vdovy po Siegfriedovi, rozděleny mezi jejich potomky, avšak takové společné provozování slavností by bylo z osobních i finančních důvodů obtížné. Jako řešení byla dne 2. května 1973 zřízena občanskoprávní nadace podle německého práva se sídlem v Bayreuthu; převzala v zásadě strukturu kuratoria doplněnou o zástupce rodiny Wagnerových.

## Cíle nadace
Podle svých stanov (§ 2) má Nadace Richarda Wagnera Bayreuth tyto cíle:
- zachovat umělecký odkaz Richarda Wagnera trvale lidstvu,
- zachovat Festivalové divadlo v Bayreuthu trvale lidstvu, zpřístupnit je a stále je využívat pro účel, ke kterému jej jeho stavitel určil, totiž výlučně slavnostnímu uvádění děl Richarda Wagnera,
- podporovat vědecké bádání o Richardu Wagnerovi,
- podporovat porozumění dílům Richarda Wagnera, zejména u mládeže a u uměleckého dorostu.

## Majetek nadace
Nadaci patří Festivalové divadlo s pozemky a dále užívací právo k Wagnerově vile Wahnfried a souvisejícím nemovitostem (vlastníkem je město Bayreuth) a k archivu a knihovně Richarda Wagnera (vlastníky jsou spolkový stát, Bavorská zemská nadace a Hornofranská nadace) (§ 3 nadační listiny).

## Orgány nadace
Představenstvo nadace má tři členy, z nichž po jednom jmenují Spolková republika Německo a země Bavorsko a jedním je ten člen rodiny Richarda Wagnera, který je vedoucím slavností; pokud se na vedení festivalu podílí více členů rodiny, kterýkoli z nich, v případě nedohody nejstarší (§ 5 nadační listiny).
V Radě jsou zastoupeni zřizovatelé nadace, mezi něž je celkem 24 (do roku 1980 25) hlasů rozděleno takto (§ 6 nadační listiny):
- Spolková republika Německo: 5 hlasů
- Svobodný stát Bavorsko: 5 hlasů
- rodina Richarda Wagnera: 4 hlasy, rozdělené mezi čtyři děti Siegfrieda Wagnera resp. jejich potomky; pátý hlas měla do své smrti roku 1980 Winifred Wagnerová
- město Bayreuth: 3 hlasy
- Společnost přátel Bayreuthu: 2 hlasy
- Bavorská zemská nadace (Bayerische Landesstiftung): 2 hlasy
- kraj Horní Franky: 2 hlasy
- Hornofranská nadace (Oberfrankenstiftung): 1 hlas

Jednatelem rady nadace je vrchní starosta města Bayreuthu ((§ 7 nadační listiny; v současnosti Michael Hohl). Samotné provozování hudebních slavností zajišťuje od roku 1986 společnost s ručením omezeným Bayreuther Festspiele GmbH; jejím jediným členem a jednatelem byl do 1. září 2008 Wolfgang Wagner, od té doby jsou jejími společníky s rovnými podíly (25 %) Spolková republika Německo, Svobodný stát Bavorsko, město Bayreuth a Společnost přátel Bayreuthu.

## Vedení Hudebních slavností v Bayreuthu
Stanovy nadace rovněž upravují vedení hudebních slavností (§ 8 nadační listiny). To je v zásadě vyhrazeno jednomu nebo více členům rodiny Wagnerovy, pokud není navržen lepší kandidát. Návrhy jsou přednostně oprávněni podávat členové rodiny Wagnerovy.
Na počátku nadace byl vedoucím Hudebních slavností v Bayreuthu jednohlasně zvolen Wolfgang Wagner (ten je vedl již od roku 1951). Roku 1999 rada nadace z jeho popudu (Wolfgangu Wagnerovi bylo tehdy 80 let) poprvé započala proces jmenování jeho nástupce, za kterého si Wolfgang Wagner přál svou druhou manželku Gudrun Wagnerovou a výhledově dceru Katharinu (*1978). Když ale roku 2001 rada nadace 22 hlasy proti 2 zvolila za vedoucí slavností Wolfgangovu dceru z 1. manželství Evu Wagnerovou-Pasquierovou, odvolal se dosavadní vedoucí na svou doživotně koncipovanou smlouvu a odmítl se své funkce vzdát. Teprve po smrti Gudrun Wagnerové (2007) se uvolnila cesta k širší dohodě, podle které Wolfgang Wagner odstoupil po konci hudebních slavností 2008 a 1. září 2008 zvolila rada nadace novými společnými vedoucímu Hudebních slavností v Bayreuthu obě Wolfgangovy dcery, Evu a Katharinu. Odmítnuta tak byla na poslední chvíli podaná kandidatura Nike Wagnerové a Gérarda Mortiera.